# Examen direct
En biologie médicale, l'examen direct d'un prélèvement désigne l'examen d'un échantillon au microscope optique à la recherche de micro-organismes. L'examen sans coloration préalable peut visualiser des champignons ou des parasites. L'utilisation de colorants permet de détecter des bactéries avec la coloration de Gram, des mycobactéries avec la coloration de Ziehl-Neelsen, des parasites avec la coloration de Giemsa, Pneumocystis avec la coloration de Gomori-Grocott... Certaines techniques d'immunofluorescence directe sont également parfois utilisées.